# Lady-Burton-Rotschenkelhörnchen
Das Lady-Burton-Rotschenkelhörnchen (Funisciurus isabella) ist eine Hörnchenart aus der Gattung der Rotschenkelhörnchen (Funisciurus). Es kommt in Teilen Zentralafrikas vor und wurde benannt nach der britischen Reiseschriftstellerin Lady Isabel Burton.

## Merkmale
Das Lady-Burton-Rotschenkelhörnchen erreicht eine durchschnittliche Kopf-Rumpf-Länge von 14,3 bis 17,5 Zentimetern, der Schwanz ist 13,5 bis 18,5 Zentimeter lang. Das Gewicht beträgt etwa 90 bis 140 Gramm. Dabei sind die Männchen etwas größer als die Weibchen. Die Hinterfußlänge beträgt 34 bis 38 Millimeter, die Ohrlänge 12 bis 16 Millimeter. Es handelt sich um ein kleines Hörnchen mit einem hell- bis goldbraunen Rückenfell mit sandfarbenen Anteilen, die Haare sind basal schwarz und besitzen eine sandfarben-gelbe Spitze. Auf dem Rücken befinden sich beiderseits der Mittellinie je zwei dunkelbraune bis schwarze Streifen mit dazwischenliegenden bräunlich-gelben Streifen, die im Fall der zentralen Streifen vom Kopf bis zum Schwanz und bei den äußeren von Nacken bis zum Rumpf reichen. Die dazwischenliegenden Streifen sind blasser in der Färbung als die Schultern der Tiere. Das Bauchfell ist blassgrau mit Haaren, die eine graue Basis und eine weiße Spitze haben. Der Schwanz ist ebenso lang wie die Kopf-Rumpf-Länge. Er ist schlank mit langen Haaren, die Basis ist sandfarben-braun, zum Ende hin wird er schwarz mit sandfarbener Frostung. Die Weibchen haben zwei paarige Zitzen (0+0+1+1=4).
| 1 | · | 0 | · | 2 | · | 3 | = 22 |
| 1 | · | 0 | · | 1 | · | 3 | = 22 |

Der Schädel hat eine Gesamtlänge von 39,6 bis 41,9 Millimetern und eine Breite von etwa 22,4 Millimetern. Wie alle Arten der Gattung besitzt die Art im Oberkiefer pro Hälfte einen zu einem Nagezahn ausgebildeten Schneidezahn (Incisivus), dem eine Zahnlücke (Diastema) folgt. Hierauf folgen zwei Prämolare und drei Molare. Die Zähne im Unterkiefer entsprechen denen im Oberkiefer, allerdings nur mit einem Prämolaren. Insgesamt verfügen die Tiere damit über ein Gebiss aus 22 Zähnen. Der knöcherne Gaumen endet am Vorderrand der letzten Molaren.
Das Lady-Burton-Rotschenkelhörnchen ähnelt anderen in der gleichen Region vorkommenden Rotschenkelhörnchen und unterscheidet sich von diesen vor allem durch seine Größe und die Färbung. Das sympatrisch vorkommende Gebänderte Rotschenkelhörnchen (Funisciurus lemniscatus) hat eine auffällige rote bis orangefarbene Bauchfärbung, die schwarzen Rückenstreifen reichen bei ihm nicht bis in den Nacken und das Fell zwischen den Streifen ist dunkler als zwischen den inneren und dem äußeren Streifen. Das Duchaillu-Rotschenkelhörnchen (Funisciurus isabella) ist etwas größer und das Bauchfell ist weißlicher.

## Verbreitung
Das Lady-Burton-Rotschenkelhörnchen kommt im Bereich der Westküste von Zentralafrika von den Hochlagen im Südwesten von Kamerun über Äquatorialguinea und Gabun bis in den Westen der Zentralafrikanischen Republik und der Republik Kongo vor. Aus der Region Brazzaville im Süden der Republik Kongo stammen ebenfalls Nachweise, während aus der Demokratischen Republik Kongo keine Nachweise vorliegen, ein Vorkommen in diesem Land ist jedoch möglich.

## Lebensweise
Das Lady-Burton-Rotschenkelhörnchen lebt vor allem in dichten und gebüschreichen Bereichen und Dickichten des tropischen Regenwaldes. Zu den bevorzugten Habitaten gehören dichte Sekundärwald-Anteile im Bereich von Straßen, verlassene Gärten und Plantagen und andere Habitate mit einer dichten Vegetation und Baumhöhen unter fünf Metern. In hohen und ausgewachsenen Regenwaldbereichen kommt die Art dagegen nicht vor.
Es lebt als Einzelgänger oder seltener in Paaren oder Kleingruppen von drei Individuen. Dabei machen Einzelgänger bei Sichtungen mit etwa 70 % den größten Anteil aus, in Paaren werden sie in etwa 20 % der Fälle und in Kleingruppen in 10 % gesichtet. Über die Sozialstruktur der Tiere liegen darüber hinaus keine Angaben vor. Sie sind tagaktiv und leben als gute Kletterer im Geäst der Bäume. Die Nahrung suchen sie in der Regel im Gebüsch, an Ranken und in Bäumen unterhalb von 10 Metern Höhe. Die Nester bauen sie in der Regel als runde Blatt- und Zweignester mit mehreren Eingängen im Geäst der Gebüsche, in Lianen oder an Baumstämmen im Bereich von Epiphyten oder Astursprüngen. Nester der Art kommen dabei nur dort vor, wo nicht auch Nester des Gebänderten Rotschenkelhörnchens bestehen. Die Tiere ernähren sich wie andere Arten der Gattung vorwiegend herbivor von Früchten und Samen, die etwa 81 % der Nahrung ausmachen, grünen Pflanzenteilen (9 bis 10 %), Insekten (ca. 6 %) sowie Pilzen und Flechten. Unter den Insekten werden vor allem Ameisen, Termiten und Schmetterlingsraupen gefressen. Die Kommunikation der Tiere erfolgt über verschiedene Rufe, darunter ein vergleichsweise leiser Alarmruf aus einer Serie von „chucks“, die die Tiere allein oder gemeinsam ausstoßen. Hinzu kommt ein sehr lauter Alarmruf bestehend aus Einzelrufen verschiedener Frequenzen, die gemeinsam einen wobbelnden Ruf ergeben.
Über das Paarungsverhalten der Tiere liegen keine Informationen vor. Die Weibchen werfen wahrscheinlich in der Regel ein einzelnes Jungtier. Auch über Fressfeinde und Parasiten gibt es für diese Art keine Informationen.

## Systematik

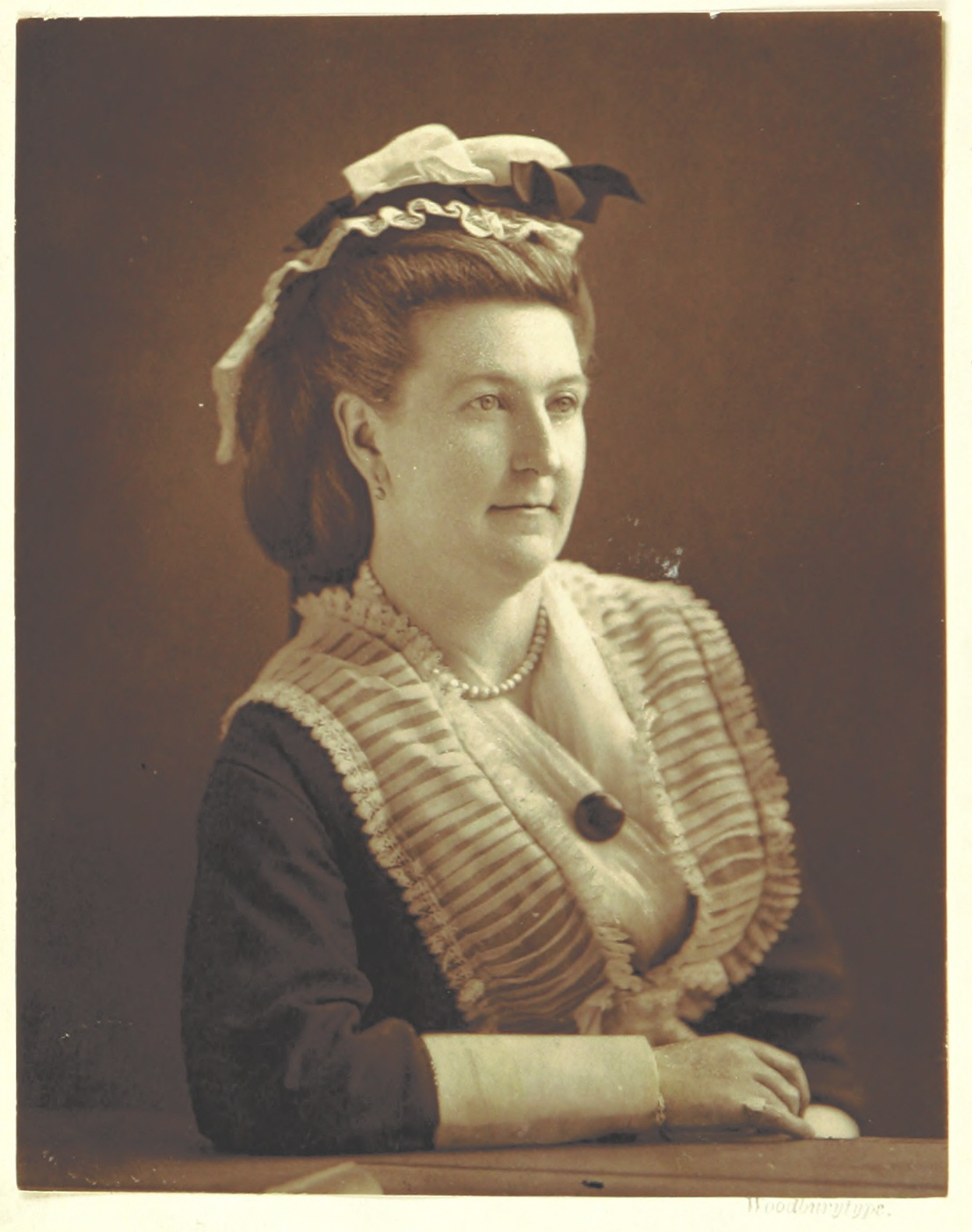
Lady Isabel Burton, Namensgeberin des Lady-Burton-Rotschenkelhörnchens

Das Lady-Burton-Rotschenkelhörnchen wird als eigenständige Art innerhalb der Gattung der Rotschenkelhörnchen (Funisciurus) eingeordnet, die aus zehn Arten besteht. Die wissenschaftliche Erstbeschreibung stammt von dem britischen Zoologen John Edward Gray aus dem Jahr 1862, der die Tiere anhand von Individuen vom Kamerunberg, Kamerun, aus einer Höhe von 2130 Metern als Sciurus isabella beschrieb. Er benannte die Art nach der Reiseschriftstellerin Lady Isabel Burton, die allein und mit ihrem Ehemann Sir Richard Francis Burton verschiedene Regionen der Welt bereiste. Die Tiere, die Gray für seine Erstbeschreibung nutzte, stammten von Burton, der zu diesem Zeitpunkt Konsul in Fernando Po (heute Bioko) war, und der den Wunsch äußerte, das eine der Neubeschreibungen nach seiner Frau benannt werden sollte.
Innerhalb der Art werden neben der Nominatform keine weiteren Unterarten unterschieden, allerdings führte Wilson & Reeder 2005 mit Funisciurus isabella isabella und Funisciurus isabella dubosti zwei Unterarten auf. Das heute eigenständige Duchaillu-Rotschenkelhörnchen (Funisciurus duchaillui) wurde zeitweise als Synonym zum Lady-Burton-Rotschenkelhörnchen betrachtet, wird heute jedoch als valide Art anerkannt.

## Status, Bedrohung und Schutz
Das Lady-Burton-Rotschenkelhörnchen wird von der International Union for Conservation of Nature and Natural Resources (IUCN) als nicht gefährdet („least concern“) gelistet. Begründet wird dies durch das vergleichsweise große Verbreitungsgebiet und die angenommen großen Bestände der Tiere in ihrem Lebensraum mit Vorkommen in mehreren Schutzgebieten. Bestandsgefährdende Risiken für die Art sind nicht bekannt.

## Belege
1. 1 2 3 4 5 6 7 8 9 10 11 12 13 14 15 16  Louise H. Emmons: Funisciurus isabella, Lady Burton's Rope Squirrel. In: Jonathan Kingdon, David Happold, Michael Hoffmann, Thomas Butynski, Meredith Happold und Jan Kalina (Hrsg.): Mammals of Africa Volume III. Rodents, Hares and Rabbits. Bloomsbury, London 2013, ISBN 978-1-4081-2253-2, S. 55–56.
2. 1 2 3 4  Richard W. Thorington Jr., John L. Koprowski, Michael A. Steele: Squirrels of the World. Johns Hopkins University Press, Baltimore MD 2012, ISBN 978-1-4214-0469-1, S. 217–218.
3. ↑  Peter Grubb: Genus Funisciurus, Rope Squirrels. In: Jonathan Kingdon, David Happold, Michael Hoffmann, Thomas Butynski, Meredith Happold und Jan Kalina (Hrsg.): Mammals of Africa Volume III. Rodents, Hares and Rabbits. Bloomsbury, London 2013, ISBN 978-1-4081-2253-2, S. 46–48.
4. ↑  David Brugière: Funisciurus duchaillui, Du Chaillu's Rope Squirrel. In: Jonathan Kingdon, David Happold, Michael Hoffmann, Thomas Butynski, Meredith Happold und Jan Kalina (Hrsg.): Mammals of Africa Volume III. Rodents, Hares and Rabbits. Bloomsbury, London 2013, ISBN 978-1-4081-2253-2, S. 54.
5. 1 2  Funisciurus isabella in der Roten Liste gefährdeter Arten der IUCN 2016-2. Eingestellt von: P. Grubb, 2008. Abgerufen am 10. September 2016.
6. 1 2  Funisciurus isabella. In: Don E. Wilson, DeeAnn M. Reeder (Hrsg.): Mammal Species of the World. A taxonomic and geographic Reference. 2 Bände. 3. Auflage. Johns Hopkins University Press, Baltimore MD 2005, ISBN 0-8018-8221-4.
7. ↑  John Edward Gray: List of Mammalia from the Cameroon Mountains collected by Capt. Burton, H.M. Consul, Fernando Po. Proceedings of the Zoological Society of London, 1862; S. 180. (Volltext).